# Ковачевич, Жанетт

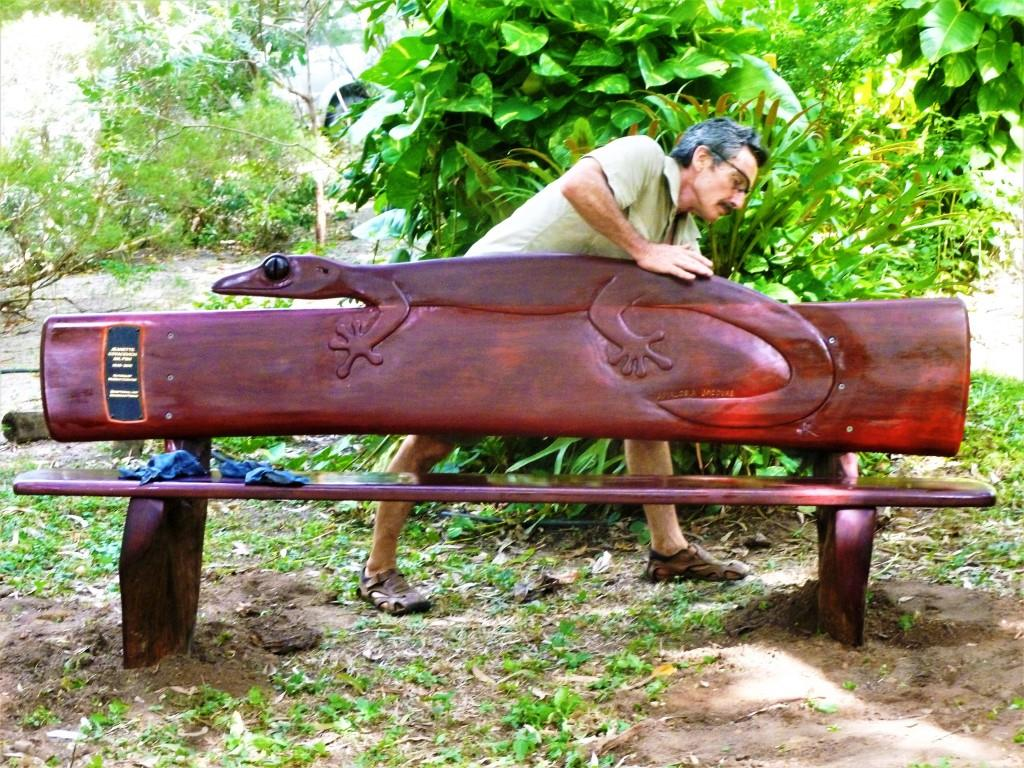
Мемориальная скамейка Жанетт Ковачевич в ботаническом саду Куктаун.

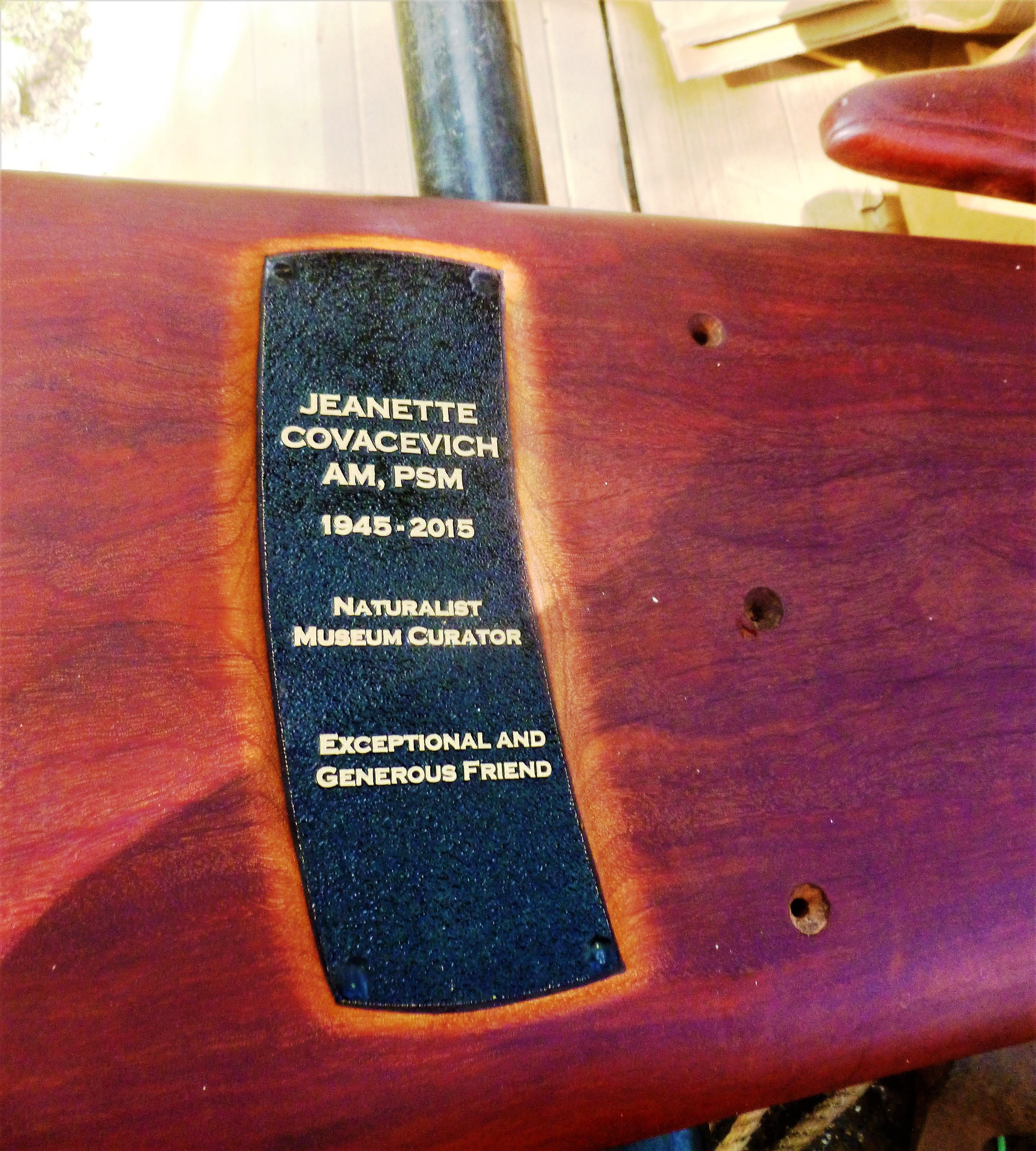
Мемориальная доска на мемориальной скамейке Жанетт Ковачевич

Жанетт Ковачевич (англ. Jeanette Adelaide Covacevich) — австралийский герпетолог. 

## Биография
Будучи старшим куратором отдела позвоночных в Музее Квинсленда, она обнаружила и изучила множество рептилий и лягушек в Квинсленде. Ковачевич наиболее известна тем, что заново открыла и описала тайпана Маккоя (Oxyuranus microlepidotus), самую ядовитую змею в мире. Кроме того, она описала более тридцати новых видов и родов, включая полосатую слепую змею Кейп-Йорка (Ramphotyphlops chamodracaena), нангурского колючего сцинка (Nangura spinosa) и листовидного геккона Бульбурина (Phyllurus caudiannulatus). 
12 июня 1995 года она была награждена Орденом Австралии за вклад в науку, в частности в герпетологию и охрану окружающей среды.
Имя Ковачевич увековечено в научных названиях вида дождевого червя Terriswalkerius covacevichae; австралийских пауков Zophorame covacevichae и Kababina covacevichae; австралийской лягушки Pseudophryne covacevichae; и австралийского геккона Amalosia jacovae (инициалы J.A. Cov. + латинский суффикс -ae).